# Tabanus nigrita
Tabanus nigrita är en tvåvingeart som först beskrevs av Cyrillus 1792.  Tabanus nigrita ingår i släktet Tabanus och familjen bromsar.
Artens utbredningsområde är Italien. Inga underarter finns listade i Catalogue of Life.